# Championnat d'Europe II féminin de hockey sur gazon 2021
Navigation
Édition précédente Édition suivante
Le Championnat II d'Europe féminin de hockey sur gazon 2021 sera la neuvième édition du Championnat II d'Europe féminin de hockey sur gazon (ex-Trophée d'Europe), le deuxième niveau des championnats européens de hockey sur gazon masculin organisés par la Fédération européenne de hockey. Il se tiendra du 15 au 21 août 2021 à Prague, en Tchéquie.

## Équipes qualifiées
Les nations participantes se sont qualifiées sur la base de leur classement final de la compétition 2019.
| Événement                     | Dates                    | Lieu    | Quotas | Qualifiés                       |
| ----------------------------- | ------------------------ | ------- | ------ | ------------------------------- |
| Pays hôte                     | NC                       | NC      | 1      | Tchéquie                        |
| Championnat d'Europe 2019     | 17 - 25 août 2019        | Anvers  | 2      | Russie Biélorussie              |
| Championnat II d'Europe 2019  | 4 - 10 août 2019         | Glasgow | 3      | Pologne Autriche Pays de Galles |
| Championnat III d'Europe 2019 | 28 juillet - 3 août 2019 | Lipovci | 2      | France Lituanie                 |

## Phase préliminaire

### Poule A
| Rang | Équipe         | J | V | N | P | BP | BC | Diff | Pts | Qualification                                        |
| ---- | -------------- | - | - | - | - | -- | -- | ---- | --- | ---------------------------------------------------- |
| 1    | Pologne        | 3 | 2 | 1 | 0 | 7  | 3  | +4   | 7   | Demi-finales et Qualification de la zone Europe 2021 |
| 2    | Pays de Galles | 3 | 2 | 0 | 1 | 8  | 3  | +5   | 6   | Demi-finales et Qualification de la zone Europe 2021 |
| 3    | Russie         | 3 | 1 | 1 | 1 | 7  | 4  | +3   | 4   |                                                      |
| 4    | Lituanie       | 3 | 0 | 0 | 3 | 0  | 12 | -12  | 0   |                                                      |

Source: FIH
En cas d'égalité de points de plusieurs équipes à l'issue des matchs de poule, les critères suivants sont appliqués dans l'ordre indiqué pour établir leur classement:
1. Points de chaque équipe,
2. Matchs gagnés,
3. Différence de buts,
4. Buts pour,
5. Plus grand nombre de points obtenus dans les matchs de poule disputés entre les équipes concernées,
6. Buts marqués en plein jeu.

1re journée
| Match 1            | (19) Russie | 0 - 2   | Pays de Galles (25)       |                                            |                                            |
| 15 août 2021 11h15 |             | (0 - 1) | 29e Richards · 39e Howell | Arbitrage : Stepanka Smidova Gema Calderon | Arbitrage : Stepanka Smidova Gema Calderon |
| 15 août 2021 11h15 | Rapport     |         |                           | Arbitrage : Stepanka Smidova Gema Calderon | Arbitrage : Stepanka Smidova Gema Calderon |

| Match 2 | (24) Pologne               | 2 - 0   | Lituanie (35) |                                            |                                            |
| 13h30   | Rybacha 43e · Zagajska 49e | (0 - 0) |               | Arbitrage : Lorijn de Kraker Ines El Hajem | Arbitrage : Lorijn de Kraker Ines El Hajem |
| 13h30   | Rapport                    |         |               | Arbitrage : Lorijn de Kraker Ines El Hajem | Arbitrage : Lorijn de Kraker Ines El Hajem |

2e journée
| Match 5            | (25) Pays de Galles                                       | 5 - 0   | Lituanie (39) |                                               |                                               |
| 16 août 2021 16h45 | Howell 10e · Thorburn 11e · Hoskins 36e · Hughes 37e, 60e | (2 - 0) |               | Arbitrage : Lorijn de Kraker Nadine Schuschel | Arbitrage : Lorijn de Kraker Nadine Schuschel |
| 16 août 2021 16h45 | Rapport                                                   |         |               | Arbitrage : Lorijn de Kraker Nadine Schuschel | Arbitrage : Lorijn de Kraker Nadine Schuschel |

| Match 6 | (20) Russie                   | 2 - 2   | Pologne (24)              |                                                 |                                                 |
| 19h00   | Ovanesova 46e · Khalimova 59e | (0 - 1) | 22e Rybacha · 32e Katerla | Arbitrage : Gema Calderon Céline Martin-Schmets | Arbitrage : Gema Calderon Céline Martin-Schmets |
| 19h00   | Rapport                       |         |                           | Arbitrage : Gema Calderon Céline Martin-Schmets | Arbitrage : Gema Calderon Céline Martin-Schmets |

3e journée
| Match 9            | (21) Russie                                                       | 5 - 0   | Lituanie (39) |                                            |                                            |
| 18 août 2021 12h15 | Kolpakova 26e · Sadovaia 37e · Khalimova 41e, 60e · Ovanesova 46e | (1 - 0) |               | Arbitrage : Stepanka Smidova Ines El Hajem | Arbitrage : Stepanka Smidova Ines El Hajem |
| 18 août 2021 12h15 | Rapport                                                           |         |               | Arbitrage : Stepanka Smidova Ines El Hajem | Arbitrage : Stepanka Smidova Ines El Hajem |

| Match 10 | (24) Pologne                   | 3 - 1   | Pays de Galles (25) |                                             |                                             |
| 14h30    | Rybacha 18e, 41e · Blaszyk 43e | (1 - 1) | 26e Howell          | Arbitrage : Gema Calderon Kamile Mockaityté | Arbitrage : Gema Calderon Kamile Mockaityté |
| 14h30    | Rapport                        |         |                     | Arbitrage : Gema Calderon Kamile Mockaityté | Arbitrage : Gema Calderon Kamile Mockaityté |

### Poule B
| Rang | Équipe      | J | V | N | P | BP | BC | Diff | Pts | Qualification                                        |
| ---- | ----------- | - | - | - | - | -- | -- | ---- | --- | ---------------------------------------------------- |
| 1    | France      | 3 | 3 | 0 | 0 | 4  | 1  | +3   | 9   | Demi-finales et Qualification de la zone Europe 2021 |
| 2    | Biélorussie | 3 | 1 | 1 | 1 | 6  | 5  | +1   | 4   | Demi-finales et Qualification de la zone Europe 2021 |
| 3    | Autriche    | 3 | 0 | 2 | 1 | 4  | 5  | -1   | 2   |                                                      |
| 4    | Tchéquie    | 3 | 0 | 1 | 2 | 3  | 6  | -3   | 1   |                                                      |

Source: FIH
En cas d'égalité de points de plusieurs équipes à l'issue des matchs de poule, les critères suivants sont appliqués dans l'ordre indiqué pour établir leur classement:
1. Points de chaque équipe,
2. Matchs gagnés,
3. Différence de buts,
4. Buts pour,
5. Plus grand nombre de points obtenus dans les matchs de poule disputés entre les équipes concernées,
6. Buts marqués en plein jeu.

1re journée
| Match 3            | (22) Biélorussie | 1 - 2   | France (28)               |                                               |                                               |
| 15 août 2021 15h45 | Papkova 12e      | (1 - 0) | 37e Arnaud · 57e Lhopital | Arbitrage : Ksenia Zubareva Kamile Mockaityté | Arbitrage : Ksenia Zubareva Kamile Mockaityté |
| 15 août 2021 15h45 | Rapport          |         |                           | Arbitrage : Ksenia Zubareva Kamile Mockaityté | Arbitrage : Ksenia Zubareva Kamile Mockaityté |

| Match 4 | (23) Tchéquie                    | 2 - 2   | Autriche (31)          |                                                 |                                                 |
| 18h00   | Mejzlikova 34e · N. Nováková 48e | (0 - 1) | 11e Czech · 37e Konrat | Arbitrage : Céline Martin-Schmets Clare Barwood | Arbitrage : Céline Martin-Schmets Clare Barwood |
| 18h00   | Rapport                          |         |                        | Arbitrage : Céline Martin-Schmets Clare Barwood | Arbitrage : Céline Martin-Schmets Clare Barwood |

2e journée
| Match 7            | (28) France | 1 - 0   | Autriche (31) |                                                |                                                |
| 17 août 2021 16h45 | Verzura 5e  | (1 - 0) |               | Arbitrage : Nadine Schuschel Kamile Mockaityté | Arbitrage : Nadine Schuschel Kamile Mockaityté |
| 17 août 2021 16h45 | Rapport     |         |               | Arbitrage : Nadine Schuschel Kamile Mockaityté | Arbitrage : Nadine Schuschel Kamile Mockaityté |

| Match 8 | (23) Tchéquie  | 1 - 3   | Biélorussie (22)                             |                                         |                                         |
| 19h00   | Mejzlikova 33e | (0 - 3) | 3e Papkova · 18e Filipovich · 30e Batsiukova | Arbitrage : Clare Barwood Ines El Hajem | Arbitrage : Clare Barwood Ines El Hajem |
| 19h00   | Rapport        |         |                                              | Arbitrage : Clare Barwood Ines El Hajem | Arbitrage : Clare Barwood Ines El Hajem |

3e journée
| Match 11           | (22) Biélorussie         | 2 - 2   | Autriche (31)  |                                            |                                            |
| 18 août 2021 16h45 | Papkova 22e · Shtsin 59e | (1 - 1) | 24e, 51e Czech | Arbitrage : Nadine Schuschel Clare Barwood | Arbitrage : Nadine Schuschel Clare Barwood |
| 18 août 2021 16h45 | Rapport                  |         |                | Arbitrage : Nadine Schuschel Clare Barwood | Arbitrage : Nadine Schuschel Clare Barwood |

| Match 12 | (23) Tchéquie | 0 - 1   | France (27) |                                                   |                                                   |
| 19h00    |               | (0 - 0) | 52e Verrier | Arbitrage : Céline Martin-Schmets Ksenia Zubareva | Arbitrage : Céline Martin-Schmets Ksenia Zubareva |
| 19h00    | Rapport       |         |             | Arbitrage : Céline Martin-Schmets Ksenia Zubareva | Arbitrage : Céline Martin-Schmets Ksenia Zubareva |

## Matchs pour la cinquième place
Les points obtenus au tour préliminaire contre l'autre équipe issue du même groupe seront conservés.
| Rang | Équipe   | J | V | N | P | BP | BC | Diff | Pts | Qualification                        |
| ---- | -------- | - | - | - | - | -- | -- | ---- | --- | ------------------------------------ |
| 1    | Russie   | 3 | 2 | 1 | 0 | 10 | 2  | +8   | 7   | Qualification de la zone Europe 2021 |
| 2    | Tchéquie | 3 | 1 | 2 | 0 | 7  | 4  | +3   | 5   |                                      |
| 3    | Autriche | 3 | 1 | 1 | 1 | 7  | 6  | +1   | 4   |                                      |
| 4    | Lituanie | 3 | 0 | 0 | 3 | 1  | 13 | -12  | 0   |                                      |

Source: FIH
En cas d'égalité de points de plusieurs équipes à l'issue des matchs de poule, les critères suivants sont appliqués dans l'ordre indiqué pour établir leur classement:
1. Points de chaque équipe,
2. Matchs gagnés,
3. Différence de buts,
4. Buts pour,
5. Plus grand nombre de points obtenus dans les matchs de poule disputés entre les équipes concernées,
6. Buts marqués en plein jeu.

4e journée
| Match 13           | (24) Tchéquie                   | 3 - 0   | Lituanie (43) |                                           |                                           |
| 20 août 2021 10h15 | Lacina 14e · Lehovcova 34e, 41e | (1 - 0) |               | Arbitrage : Ksenia Zubareva Ines El Hajem | Arbitrage : Ksenia Zubareva Ines El Hajem |
| 20 août 2021 10h15 | Rapport                         |         |               | Arbitrage : Ksenia Zubareva Ines El Hajem | Arbitrage : Ksenia Zubareva Ines El Hajem |

| Match 14 | (20) Russie                                  | 3 - 0   | Autriche (31) |                                                |                                                |
| 12h30    | Leonova 12e · Makagonova 26e · Ovanesova 51e | (2 - 0) |               | Arbitrage : Lorijn de Kraker Kamile Mackaityté | Arbitrage : Lorijn de Kraker Kamile Mackaityté |
| 12h30    | Rapport                                      |         |               | Arbitrage : Lorijn de Kraker Kamile Mackaityté | Arbitrage : Lorijn de Kraker Kamile Mackaityté |

5e journée
| Match 17           | (24) Tchéquie                   | 2 - 2   | Russie (20)                  |                                                |                                                |
| 21 août 2021 09h00 | N. Nováková 18e · Cechakova 60e | (1 - 1) | 23e Sadovaia · 37e Sartakova | Arbitrage : Nadine Schuschel Kamile Mockaityté | Arbitrage : Nadine Schuschel Kamile Mockaityté |
| 21 août 2021 09h00 | Rapport                         |         |                              | Arbitrage : Nadine Schuschel Kamile Mockaityté | Arbitrage : Nadine Schuschel Kamile Mockaityté |

| Match 18 | (31) Autriche                                                | 5 - 1   | Lituanie (46)   |                                            |                                            |
| 11h15    | Konrat 5e · Herzog 11e · Hruby 32e · Czech 43e · Laginja 47e | (2 - 0) | 57e Bartkuviène | Arbitrage : Stepanka Smidova Clare Barwood | Arbitrage : Stepanka Smidova Clare Barwood |
| 11h15    | Rapport                                                      |         |                 | Arbitrage : Stepanka Smidova Clare Barwood | Arbitrage : Stepanka Smidova Clare Barwood |

## Demi-finales pour la première place
|  | Demi-finales        | Demi-finales |                        |   | Finale | Finale |
|  | Demi-finales        | Demi-finales |                        |   | Finale | Finale |
|  |                     |              |                        |   |        |        |
|  |                     |              |                        |   |        |        |
|  |                     |              |                        |   |        |        |
|  | Biélorussie (22)    | 5            |                        |   |        |        |
|  | Biélorussie (22)    | 5            |                        |   |        |        |
|  | Pologne (23)        | 1            |                        |   |        |        |
|  | Pologne (23)        | 1            | Biélorussie (21)       | 1 |        |        |
|  |                     |              | Biélorussie (21)       | 1 |        |        |
|  |                     | France (26)  | 0                      |   |        |        |
|  | Pays de Galles (25) | France (26)  | 0                      | 1 |        |        |
|  | Pays de Galles (25) |              |                        | 1 |        |        |
|  | France (27)         | 2            |                        |   |        |        |
|  | France (27)         | 2            | Match pour la 3e place |   |        |        |
|  |                     |              |                        |   |        |        |
|  |                     |              |                        |   |        |        |
|  |                     |              |                        |   |        |        |
|  | Pologne (23)        | 4            |                        |   |        |        |
|  | Pologne (23)        | 4            |                        |   |        |        |
|  | Pays de Galles (25) | 1            |                        |   |        |        |
|  | Pays de Galles (25) | 1            |                        |   |        |        |

### Demi-finales
| Match 15           | (22) Biélorussie                                                          | 5 - 1   | Pologne (23) |                                                 |                                                 |
| 20 août 2021 14h45 | Belavusava 44e · Skryba 47e · Kasabutskaya 52e · Shtsin 56e · Papkova 58e | (0 - 0) | 60e Diurczak | Arbitrage : Céline Martin-Schmets Clare Barwood | Arbitrage : Céline Martin-Schmets Clare Barwood |
| 20 août 2021 14h45 | Rapport                                                                   |         |              | Arbitrage : Céline Martin-Schmets Clare Barwood | Arbitrage : Céline Martin-Schmets Clare Barwood |

| Match 16 | (25) Pays de Galles | 1 - 2   | France (27)                      |                                            |                                            |
| 17h00    | Robinson 48e        | (0 - 0) | 34e Brachet · 41e Van der Zanden | Arbitrage : Nadine Schuschel Gema Calderon | Arbitrage : Nadine Schuschel Gema Calderon |
| 17h00    | Rapport             |         |                                  | Arbitrage : Nadine Schuschel Gema Calderon | Arbitrage : Nadine Schuschel Gema Calderon |

### Troisième et quatrième place
| Match 19           | (23) Pologne                                              | 4 - 1   | Pays de Galles (25) |                                            |                                            |
| 21 août 2021 13h45 | Zagajska 24e · Rybacha 25e · Wypijewska 29e · Blaszyk 50e | (3 - 0) | 38e Laity           | Arbitrage : Lorijn de Kraker Ines El Hajem | Arbitrage : Lorijn de Kraker Ines El Hajem |
| 21 août 2021 13h45 | Rapport                                                   |         |                     | Arbitrage : Lorijn de Kraker Ines El Hajem | Arbitrage : Lorijn de Kraker Ines El Hajem |

### Finale
| Match 20           | (21) Biélorussie | 1 - 0   | France (26) |                                                 |                                                 |
| 21 août 2021 16h00 | Filipovich 53e   | (0 - 0) |             | Arbitrage : Gema Calderon Céline Martin-Schmets | Arbitrage : Gema Calderon Céline Martin-Schmets |
| 21 août 2021 16h00 | Rapport          |         |             | Arbitrage : Gema Calderon Céline Martin-Schmets | Arbitrage : Gema Calderon Céline Martin-Schmets |

## Classement final
| Rang               | Équipe         | J | V | N | P | BP | BC | Diff | Pts | Qualification                        |
| ------------------ | -------------- | - | - | - | - | -- | -- | ---- | --- | ------------------------------------ |
| Médaille d'or      | Biélorussie    | 5 | 3 | 1 | 1 | 12 | 6  | +6   | 10  | Qualification de la zone Europe 2021 |
| Médaille d'argent  | France         | 5 | 4 | 0 | 1 | 6  | 3  | +3   | 12  | Qualification de la zone Europe 2021 |
| Médaille de bronze | Pologne        | 5 | 3 | 1 | 1 | 12 | 9  | +3   | 10  | Qualification de la zone Europe 2021 |
| 4                  | Pays de Galles | 5 | 2 | 0 | 3 | 10 | 9  | +1   | 6   | Qualification de la zone Europe 2021 |
| 5                  | Russie         | 5 | 2 | 2 | 1 | 12 | 6  | +6   | 8   | Qualification de la zone Europe 2021 |
| 6                  | Tchéquie       | 5 | 1 | 2 | 2 | 8  | 8  | 0    | 5   |                                      |
| 7                  | Autriche       | 5 | 1 | 2 | 2 | 9  | 9  | 0    | 5   |                                      |
| 8                  | Lituanie       | 5 | 0 | 0 | 5 | 1  | 20 | -19  | 0   |                                      |